# Regards sur la poésie du XXe siècle
 (juin 2009).
Études critiques sur la poésie du XXe siècle est un recueil de textes réunis et présentés par Laurent Fels. Le livre est publié aux  Éditions namuroises et diffusé par les Presses universitaires de Namur en 2009. Il s’agit du premier tome d’une série exclusivement consacrée à la poésie du XXe siècle.
Le projet porté par les trente-trois universitaires réunis pour écrire l'ouvrage est une volonté de diversification des figures poétiques traitées. Le recueil réunit ainsi dans un même ouvrage des poètes vivants et des poètes défunts, européens et non-européens. En s’inscrivant dans une longue histoire de questionnements poétiques et poïétiques, le recueil interroge le processus créateur sur les grandes questions du XXe siècle.

## Le recueil
Laurent Fels introduit l'ouvrage par des interrogations posées à l'endroit de la poésie. Pour lui, la poésie du XXe siècle est « traversée par un sentiment d’affranchissement qui se cristallise dans cette partie du Moi profond, où l’on cherche à comprendre pourquoi « les joies ne sont que mascarades » (Gervais de Collins). C’est un dialogue avec l’Autre dans un pays où les méditations foisonnent et où la rêverie amorce le processus créateur de la transsubstantiation poétique. En somme, la poésie trace le seuil entre le silence, la solitude et l’autre limite du mot. […] L’écriture poétique aurait-elle donc rencontré sa propre limite ? Celle où le mot se consume devant l’indifférence d’une oreille sourde et d’un œil aveugle ? La parole ne sera-t-elle plus utilisée que pour faire des déclarations de guerre, lancer des insultes ou annoncer des licenciements nombreux ? Là où le mot devrait réconcilier, offrir une parole à moitié tue, comme une main tendue pour en accueillir une autre, il blesse, tue et détruit. Autant de sueur et de sang versés sur une argile asséchée. Il appartient donc au poète de restituer au Verbe sa valeur initiale et initiatique, à condition que sa parole soit imbibée de fièvre d’homme ».

### Quatrième de couverture
« Si le XXe siècle est l’une des époques les plus paradoxales de notre Histoire - à la fois générateur du progrès technique qui devait accroître la qualité de vie des hommes, et triste berceau de deux guerres mondiales qui n’ont cessé de multiplier ravages et victimes pendant presque trente ans -, il a produit un nombre considérable de poètes, qui continuent d’intéresser un large public.
Au fil des 580 pages qui constituent le présent volume, les auteurs ont tenté de présenter chacun un poète du siècle dernier, en essayant de mettre en évidence les particularités de sa poétique.
Ce livre n’est donc pas une anthologie de tombeaux, mais une approche intellectuelle dont le but est d’éclairer une partie de la vie et de l’œuvre des 32 poètes traités ».

### Les études
Le volume de Regards sur la poésie du XXe siècle consacre une étude à chaque poète. Les études se situent au croisement du commentaire universitaire et de la lecture métapoétique des œuvres, et constituent les chapitres de l'ouvrage :   
- Ion Barbu, « De la musique des symboles » par Constantin Frosin ;
- Henry Bauchau, « La gravité du poème » par Myriam Watthee-Delmotte ;
- Samuel Beckett, « Mort des images, victoire du silence » par Jean-Paul Gavard-Perret ;
- Francesca Caroutch, « Les Soifs, la Licorne et l'inaccessible clarté » par Camille Aubaude ;
- Paul Celan, « Ich kann dich noch sehn » par René Welter ;
- Blaise Cendrars, « De la synecdoque » par Jalel El Gharbi ;
- Maurice Chappaz, « Le paysage originel et la nostalgie élégiaque » Antonio Rodriguez ;
- René Char, « Char épistolier, première approche » par Jean Voellmy ;
- Achille Chavée, « Grand seigneur du sang de l'éphémère » par Alain Dantinne ;
- Andrée Chedid, « Magicienne des mots » par Renée Linkhorn ;
- Davertige, « … ou le Soleil obscur » par Gary Klang ;
- Lucie Delarue-Mardrus, « Une femme poète à (re)découvrir » par Patrizia Izquierdo ;
- André du Bouchet, « L'inversion du cercle » par Jean-Luc Fatello ;
- T.S. Eliot, « Symbolisme et antisymbolisme dans The Love Song of J. Alfred Prufrock » par Stella Vinitchi-Radulescu ;
- Gérard Vergniaud, « Une analyse de sa poésie » Étienne par John Nelson ;
- Eugène Guillevic, « Face à la peinture ou "le chemin du cantique" » par Françoise Nicol ;
- Nâzim Hikmet, « Venger Azyadé » par Laurent Mignon ;
- Gaspard Hons, « Une marche sans but » par Israël Eliraz ;
- Philippe Jaccottet, « La poésie au péril du miroir » par Jean-François Sené ;
- Francis Jammes, « Une vie, une oeuvre » par Claude Thiébaut ;
- Pierre Jean Jouve, « Un itinéraire spirituel ou l'allègement d'une poétique » par Béatrice Bonhomme et Jean-Paul Louis-Lambert ;
- James Joyce, « Vers le fracas des fractales » par Paul Mathieu ;
- Henri Michaux, « Poète du XXe siècle ? » par Nina Parish ;
- Marcel Migozzi, « Lire entre les lignes »  par Michèle Monte ;
- Gaston Miron, « Les maigres mots des héritages »  par Mariloue Sainte-Marie ;
- Bernard Noël, « La fente entre le mot et le mot » par Régine Detambel ;
- Jacques Prévert, « Une contre-poésie entre transfiguration de l'ordinaire et révolution poétique » par Franck Colotte ;
- Pierre Reverdy, « Approche d'une poétique par les notes » par Antoine Émaz ;
- Saint-John Perse, « Une lecture d'Oiseaux » par Laurent Fels ;
- Jude Stéfan, « Amante littérature » par Tristan Hordé ;
- Salah Stétié, « Un musée de nuit éclatant comme le silence » par Daniel Aranjo ;
- et Marcel Thiry, « Au bonheur de la faute » par Pierre Halen[3].

## Sources
1. ↑  Laurent Fels, « Avant-propos », dans Regards sur la poésie du XXe siècle, Namur, Éditions Namuroises, 2009, 577 p. (ISBN 978-2-930378-61-9), p. 7-8
2. ↑  Laurent Fels, Regards sur la poésie du XXe siècle, t. I, Namur, Éditions Namuroises, 2009, 577 p. (ISBN 978-2-930378-61-9)
3. ↑  Sarah Lacoste, « L. Fels (éd.), Regards sur la poésie du XXe siècle », sur Fabula, 19 mai 2009 (consulté le 3 juin 2025)

Regards sur la poésie du XXe siècle – tome 1
Textes réunis et présentés par Laurent Fels
Presses universitaires de Namur / Éditions namuroises
```
(
ISBN
 
978-2-930378-61-9
)
 / 580 pages  –  30,00 €
```